# Maruja Tomás i Martí
Maruja Tomás i Martí (Montaverner, 24 de desembre de 1912 - Lió, 1977) fou una cantant i vedet valenciana, especialment rellevant a la primera meitat del segle xx.

## Biografia
El pare era de Montaverner i la mare, d'Alfarrasí (País Valencià). Maruja va nàixer al número 15 del carrer Major de Montaverner. Era la menor de cinc germans, òrfena de pare des dels 2 anys, la difícil situació familiar els va fer anar-se'n a Alcoi i, als 16 anys, a Barcelona, on va guanyar un concurs de bellesa.
S'inicià en el món de l'espectacle com a intèrpret de Coplas i a la dècada de 1930 va triomfar de la mà de la principal representant del gènere de la Revista musical: Celia Gámez.
Entre els anys 1936-37 en plena guerra civil, va debutar en el cinema, participant en documentals i comèdies curtes, filmades per la productora catalana Edicions Antifeixistes,. El 1938 va interpretar la comèdia Un mal negocio juntament amb els actors Àngel Garasa i Rafael Somoza, dirigits per Àngel Villatoro (conegut pel seu documental La defensa de Madrid) 
Un cop finalitzada la Guerra civil espanyola, la derrota del bàndol republicà va propiciar que fos ingressada a la Presó de dones de Las Corts, on va compartir penúries i cel·la amb Conxita Vives i la destacada sindicalista i membre de las Joventuts Llibertàries, la murciana Julia Romera Yàñez, que va morir a la presó a causa de les tortures i la tuberculosi el 1941
Després d'obtenir la llibertat, Maruja va reprendre la seva carrera i va intervenir en set pel·lícules, entre les quals destaca Quien me compra un lío, Pepe Conde, i Ana María amb Florian Rey (1944), que fou la seva última aparició en la pantalla gran.
El 1944 va protagonitzar el que seria el seu major èxit: la comèdia Cinco minutos, nada menos !, de Jacinto Guerrero, en la qual Tomás va interpretar el conegut número Eugenia de Montijo.
Després de formar companyia pròpia, va intervenir en altres representacions del gènere, com Las viudas de alivio (1948), Te espero el siglo que viene (1948), Tú eres las otra (1951) o La blanca doble (1955).
Entrada la dècada de 1950, s'apartà del gènere que li havia proporcionat més fama, encara que va mantenir la presència interpretant teatre, especialment comèdia, fins que es va retirar.
Va estar casada amb l'actor Alfonso del Real, amb qui va tenir dos fills.